# Óscar Ichazo
Óscar Ichazo (Bolivia, 24 de julio de 1931-Hawái, Estados Unidos, 26 de marzo de 2020) fue un filósofo boliviano y originador de la Filosofía Integral. Fundador de la Escuela Arica (establecida en 1968).
La teoría del Eneagrama de la Personalidad de Ichazo (quien suele dar a la representación gráfica del eneagrama el nombre de Eneagono) forma parte de un conjunto de enseñanzas más amplio que él mismo denomina Protoanálisis y cuyo fin es la adquisición del Bien Supremo de la Iluminación y la Unidad con lo Divino.
En este sistema se identifican las nueve formas en las que el ego personal se fija en la psique durante el período temprano de la vida. Para cada persona estas fijaciones del ego se convierten en el núcleo de una autoimagen en torno a la cual se desarrolla la correspondiente personalidad psíquica. A nivel emocional, cada fijación se encuentra a su vez reforzada por una pasión o vicio específico. Las principales conexiones psicológicas entre las nueve fijaciones del ego quedan claramente expuestas a través de las puntas, las líneas y el círculo del eneagono.